# N-nitrosodifenylamine
N-nitrosodifenylamine is een organische verbinding met als brutoformule C12H10N2O. Het behoort tot de klasse der nitrosamines. De stof komt voor als een gele vaste stof, die onoplosbaar is in water.
N-nitrosodifenylamine wordt gebruikt als intermediair in organische syntheses, als stabilisator en als pesticide.

## Toxicologie en veiligheid
De stof ontleedt bij verbranding, met vorming van stikstofoxiden. Ze reageert hevig met oxiderende stoffen.
De stof is schadelijk voor de gezondheid en kan irritaties teweegbrengen aan de ogen, de huid en de luchtwegen. Het is een mogelijke carcinogene en mutagene verbinding.